# Odanak
Odanak, auch Saint Francis genannt, ist ein Indianerreservat in der kanadischen Provinz Québec und liegt rund 32 km östlich von Sorel-Tracy am Rivière Saint-François, kurz vor dessen Einmündung in den Sankt-Lorenz-Strom. Das rund 5,64 km² große Reservat Odanak Nr. 12 hat 449 Einwohner (Stand: 2016). 2006 betrug die Einwohnerzahl 469 ständige Bewohner indianischer Abstammung, zumeist Nachfahren Westlicher Abenaki und Algonkin aus dem südlichen Neuengland, die heute in Kanada unter der offiziellen Bezeichnung Waban-Aki Nation bekannt sind. Odanak ist ein Wort aus der Abenaki-Sprache und bedeutet Dorf.

## Geschichte
Bei Ankunft der Europäer auf dem neuen Kontinent bewohnten die Östlichen Abenaki große Teile des heutigen US-Bundesstaats Maine, während die Westlichen Abenaki im Gebiet New Hampshires und Vermonts bis hin zum Lake Champlain lebten. Um das Jahr 1600 gab es den Schätzungen nach rund 14.000 Östliche und 12.000 Westliche Abenaki, die binnen weniger Jahrzehnte durch Kriege und zahlreiche verheerende Epidemien, wie Masern und Pocken, vom Aussterben bedroht wurden.
Die Abenaki entwickelten sich zu einem der wichtigsten Handelspartner der europäischen Pelzhändler. Französische Jesuiten kamen in das Land und errichteten Missionen. Schon bald bekamen die Abenaki den Ruf, die frömmsten Katholiken zu sein und zu den treuesten indianischen Verbündeten Frankreichs zu gehören. Die Spannungen zwischen den Kolonialmächten Frankreich und Großbritannien wuchsen und es kam zu einer Reihe von Kolonialkriegen, bei denen die Abenaki stets auf der Seite der Franzosen kämpften. Bei einem Angriff britischer Truppen auf die Jesuiten-Mission Norridgewock am Kennebec River im Jahr 1724 wurde der französische Priester Pater Sébastien Rasles und viele Abenaki getötet. Die Überlebenden flohen nach Kanada.
In Neufrankreich hatten sich inzwischen zwei dauerhafte Refugien für Abenaki entwickelt: Wôlinak oder Bécancour in der Nähe von Trois-Rivières, das überwiegend aus Östlichen Abenaki aus dem südlichen Maine bestand und Odanak oder St. Francis, etwa 45 km südwestlich davon, das von einer Mischung aus Westlichen Abenaki, Penacook und Neuengland-Algonkin bewohnt wurde. Im Verlauf der Kolonialkriege zogen von hier aus Abenaki-Krieger in kleinen Gruppen über die Grenze und überfielen die britischen Siedlungen in Neuengland. Dabei nahmen sie mehrere hundert Kilometer lange Fußmärsche in Kauf und kehrten mit Beute beladen zurück. Im Jahr 1759 war Odanak das Ziel eines britischen Gegenangriffs, als Rogers’ Rangers im Franzosen- und Indianerkrieg das Dorf zerstörten. Später bauten geflohenen Bewohner ihr Dorf an gleicher Stelle wieder auf.

## Heutige Situation

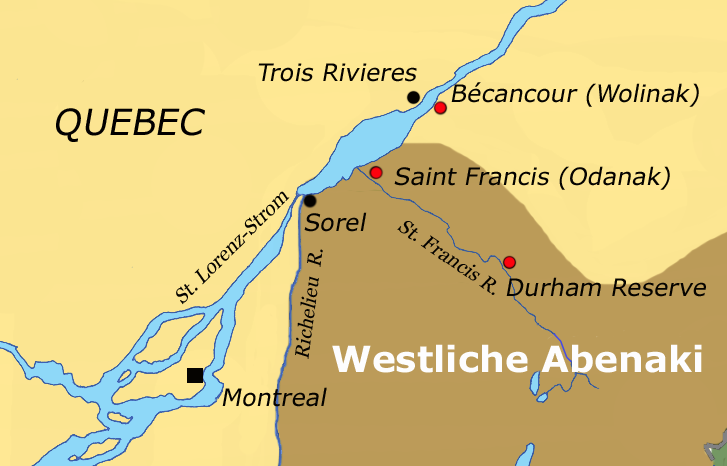
Abenaki-Reservate in Québec

Nach dem Niedergang des Pelzhandels bestritten viele Abenaki ihren Lebensunterhalt mit Arbeit in der Holzindustrie, der Kanuherstellung und Korbmacherei. Nach Schaffung der Kanadischen Konföderation im Jahr 1867 wurde Odanak ein bundesstaatliches Reservat. Auch heute noch ist die Qualität der folkloristischen Artikel sehr gefragt und rund 25 Gemeindemitglieder sind mit deren Herstellung beschäftigt. Die meisten Abenaki in Odanak sprechen Französisch und nur noch sehr wenige Stammesangehörige beherrschen ihre traditionelle Sprache. Als sehenswürdig gelten die rekonstruierte Missionskirche und das ausgezeichnete Museum mit zahlreichen Exponaten aus der Abenaki-Kultur. Das Abenaki Museum of Odanak ist das älteste Museum indianischer Kultur in Québec. Der offizielle Name der Bewohner Odanaks lautet St. Francis Abenaki of the Odanak Reserve. Gemeinsam mit den Bewohnern Wôlinaks gehören sie zur Waban-Aki Nation.